# 阿徹 (內布拉斯加州)
阿徹（英語：Archer）是位於美國內布拉斯加州梅里克縣的普查規定居民點。

## 歷史
阿徹的郵局至1887年營運至今。

## 人口
根據2020年美國人口普查的數據，阿徹的面積為2.60平方千米，皆為陸地。當地共有人口68人，而人口密度為每平方千米26.15人。